# Джон Росс Юинг III
Джон Росс Юинг-третий (англ. John Ross Ewing III) — персонаж длительного американского телесериала «Даллас» и его продолжения. Персонаж родился 6 апреля 1979 года и является сыном Сью Эллен Юинг и Джей Ар Юинга. В оригинальном телесериале роль Джона Росса играл Омри Кац с 1983 по 1991 год, а ранее разные дети-актёры. Кац также сыграл роль в телефильме 1996 года «Даллас: Джей Ар возвращается». В одноименном продолжении 2012 года роль взрослого Джона Росса, который теперь является главным героем, исполняет Джош Хендерсон.

## История развития

### Кастинг
Джон Росс Юинг-третий впервые появился на экране 21 сентября 1979 года в исполнении младенца-актёра Тайлера Бэнкса. До 1983 года роль играли разные актёры, а после, с 1983 до финала сериала в 1991 году, исключительно Омри Кац. Кац также сыграл роль в телефильме 1996 года «Даллас: Джей Ар возвращается».
В декабре 2009 года появилась информация о том, что Синтия Сидре ведет переговоры с кабельным телеканалом TNT о возрождении телесериала 1978—1991 годов. Все детали нового сериала на тот момент держалась в секрете и было известно лишь о том, что ключевыми героями будут Джон Росс Юинг III, сын Джей Ара и Сью Эллен, и Кристофер, приемный сын Бобби и Памелы Юинг. В феврале 2011 года было объявлено, что роль взрослого Джона Росса получил Джош Хендерсон.

### Приём
Персонаж в сериале 2012 года был хорошо принят критиками и некоторые критики называли его и игру Хендерсона одним из наиболее прорывных героев на телевидении по итогам года. Особенно персонаж хвалили за его глубину и неоднозначность, что выделялось на фоне слабой игры Джесси Меткалфа, играющего Кристофера Юинга, положительного героя истории.

## Сюжетные линии

### Оригинальный сериал
Во время беременности, Сью Эллен, начинает пить из-за того, что она не может уйти от мужа-тирана к Клиффу Барнсу. Беспокоясь о безопасности своего будущего ребёнка, Джей Ар отправляет Сью Эллен в лечеблицу в 1979 году, однако та в тайне продолжает пить и выйдя из клиники попадает в автомобильную аварию, в ходе чего у неё рождается ребёнок, Джон Росс Юинг III. После рождения сына Сью Эллен впадает в глубокую депрессию и не проявляет интереса к ребёнку. Джона Росса любят все члены семьи Юингов, за исключением Сью Эллен, которая переживает послеродовую депрессию. В это время Памела Юинг, которая не может иметь детей, становится ему практически матерью, а Джей Ар тем временем также не проявляет интереса к ребёнку, думая, что его заклятый враг, Клифф Барнс является отцом Джона Росса. В конце концов Клифф делает анализ крови и оказывается, что Джей Ар является отцом ребёнка.
Когда Сью Эллен начинает роман с родео-ковбоем Дасти Фэрлоу и вступает в общество анонимных алкоголиков, она находит в себе силы заняться воспитанием своего ребёнка и уйти от мужа, но Джей Ар подстраивает смерть Дасти в авиакатастрофе, что приводит её к алкоголю. Когда она узнает, что Дасти жив, она уходит от мужа и забирает Джона Росса. Она разводится и получает опеку над ребёнком, хотя Джей Ар продолжает попытки испортить ей жизнь и забрать сына. Их отношения с Дасти оказались не столь длительными и в конце концов она возвращается в Даллас и во второй раз выходит замуж за Джей Ара, хотя они и разводятся в 1988 году, после того как она становится финансово независимой от него.
Джон Росс на протяжении всего детства остаётся предметом делёжки между Сью Эллен и Джей Аром и это сказывается на психике ребёнка, которому приходится регулярно общаться с психологами. Будучи подростком он перестает общаться с родителями и проживает в частном колледже в Европе. В 1989 году Сью Эллен переезжает в Лондон со своим новым другом и вскоре налаживает отношения с Джоном Россом и он остается жить с матерью.

### Сериал-возрождение
В сериале 2012 года взрослый Джон Росс предстает как основной антагонист шоу и практически идёт по стопам своего отца, становясь таким же аморальным, ненасытным и жаждущим завладеть нефтью. В первом сезоне он встречается с Эленой Рамос, дочерью повара Юингов, а также с психически нездоровой аферисткой Мартой дель Соль и его образ на протяжении всего сезона колеблется от злодея до протагониста. Хотя персонаж и менялся на протяжении сезона, в его финале он в конечном счете решает объединиться со своим отцом чтобы заполучить семейное ранчо и все, что с ним связано.
Во втором сезоне Джон Росс продолжает свои планы по достижению контроля над «Юинг Энерджис». В ходе этого он начинает сотрудничать с Памелой Ребеккой Барнс, чтобы обмануть Кристофера, и между ними начинается роман. Между тем Джей Ар погибает при загадочных обстоятельствах, что сильно сказывается на всех Юингах. В ходе совместного сотрудничества между Памелой и Джоном Россом возникают настоящие чувства. Когда она теряет своих близнецов, Джон Росс находится с ней и помогает справиться с этим. В тринадцатом эпизоде второго сезона Памела тайно выходит замуж за Джона Росса.